# Скоромный, Даниил Ильич
Дании́л Ильи́ч Скоро́мный (24 декабря 1912 год, Токаревка, Акмолинский уезд, Акмолинская область, Российская империя — 13 июня 1992 год, Карагандинская область, Республика Казахстан) — советский сельскохозяйственный деятель Карагандинской области Казахской ССР, участник Великой Отечественной войны. В 1948 году получил звание Героя Социалистического Труда, которого был лишён в 1951 году. Трёхкратный кавалер ордена Красной Звезды.

## Биография

### Ранние годы
Родился в 1912 году в селе Токаревка (ныне посёлок Габидена Мустафина). По национальности — русский. В 1930 году окончил школу крестьянской молодёжи, после чего в течение года работал секретарём Токаревского сельсовета. 3 года учился в Петропавловском сельскохозяйственном техникуме, по окончании которого получил специальность агронома-полевода. В период с 1933 по 1939 годы работал участковым агрономом на Токаревской машинно-тракторной станции. Позже работал в районном семенном хозяйстве колхоза «Красный пахарь».

### Военные годы
3 августа 1942 года был призван в ряды Красной Армии Тельманским районным военкоматом (по другим данным — Осакаровским) Карагандинской области. Воевал в составе 1-го батальона 50-й гвардейской танковой бригады 9-го гвардейского танкового корпуса 1-го Белорусского фронта механиком-водителем танка Т-34. Гвардии старшина. В 1942 году участвовал в Ржевской битве, в сентябре получил ранение. Вернулся в строй после госпиталя. В дальнейшем участвовал в боях на 1-м Белорусском, 1-м Украинском и 2-м Украинском фронтах.
В 1943 году вступил в ВКП(б).
Неоднократно горел в подбитом танке. Так, после очередного случая сумев выбраться из пылавшей машины — контуженный и раненый Даниил Скоромный потерял сознание. 3 августа 1944 года попал в списки пропавших без вести в районе польского города Воломин, где в это время шли бои за варшавские предместья. Через некоторое время вернулся в расположение своей бригады.
Награждён тремя боевыми орденами Красной Звезды за отличие в боях, медалями. В 1945 году демобилизовался.

### После войны
После войны работал директором Киевской МТС Нуринского района Карагандинской области Казахской ССР. Вывел отстававшую МТС в число передовых сельскохозяйственных предприятий района. План тракторных работ за 1946 год оказался выполненным на 109,7 %, а в 1947 году на 130 %. Урожайность с полей общей площадью в 613 гектаров и обслуживаемых Киевской МТС достигала 22,3 центнера с гектара.
Указом Президиума Верховного Совета СССР от 28 марта 1948 года «за получение высокой урожайности пшеницы» удостоен звания Героя Социалистического Труда с вручением ордена Ленина и золотой медали «Серп и Молот». Этим же Указом за выдающиеся трудовые достижения был награждён званием Героя Социалистического Труда бригадир тракторной бригады Киевской МТС Ибрагим Смагулов.
Осенью 1950 года Президиум Верховного Совета Казахской ССР и Центральный комитет КП Казахстана возбудили ходатайство, поддержанное министром сельского хозяйства СССР Бенедиктовым И. А., о лишении Даниила Скоромного звания Герой Социалистического Труда. Проверка установила, что он составлял фиктивные акты обмера посевных площадей высокоурожайных участков, допускал подделку и составление ложных учётных данных по уборке и намолоту зерновых.
Указом Президиума Верховного Совета СССР от 16 января 1951 года лишён звания Героя Социалистического Труда, боевых наград при этом не лишался. Официальной версией было «очковтирательство и обман государства при оформлении материалов о награждении». По его собственному мнению это было местью со стороны завистников.
Несмотря на это продолжил успешную деятельность в сельском хозяйстве. В феврале 1951 года избран председателем укрупнённого колхоза имени Ленина. С апреля 1965 года работал начальником Тельманского районного отделения системы «Казсельхозтехника» в посёлке Токаревка. Уже в следующем году отделение выполнило годовой план на 156 %.
Избирался депутатом Токаревского поссовета трудящихся, был кандидатов в члены Тельманского районного комитета партии.
11 марта 1985 года награждён «юбилейным» орденом Отечественной Войны II степени.
Последние годы проживал в посёлке Старая Тихоновка на северо-западе города Караганды. Скончался 13 июля 1992 года, похоронен на Тихоновском кладбище города.

## Факты
Даниил Скоромный приходится прадедом защитнику национальной сборной Казахстана по футболу Дмитрию Шомко.

## Награды
- орден Красной Звезды (1.06.1944)[2]
- орден Красной Звезды (13.09.1944)[2]
- орден Красной Звезды (11.02.1945)[2]
- орден Ленина (28.03.1948, впоследствии лишён)[2]
- медаль «Серп и Молот» (28.03.1948, впоследствии лишён)[2].
- медаль «За победу над Германией в Великой Отечественной войне 1941—1945 гг.»
- орден Отечественной Войны II степени (11.03.1985)[2]